# Dolichopus pulcher
Dolichopus pulcher är en tvåvingeart som beskrevs av Walker 1852. Dolichopus pulcher ingår i släktet Dolichopus och familjen styltflugor. Inga underarter finns listade i Catalogue of Life.